# Méral
Méral és un municipi francès situat al departament de Mayenne i a la regió de País del Loira. L'any 2017 tenia 1.098 habitants.

## Demografia

### Població
El 2017 la població de fet de Méral era de 1.098 persones. En 2007 hi havia 360 famílies de les quals 80 eren unipersonals (48 homes vivint sols i 32 dones vivint soles), 108 parelles sense fills, 156 parelles amb fills i 16 famílies monoparentals amb fills.
La població ha evolucionat segons el següent gràfic:
Habitants censats

### Habitatges
El 2007 hi havia 409 habitatges, 367 eren l'habitatge principal de la família, 14 eren segones residències i 28 estaven desocupats. 397 eren cases i 9 eren apartaments. Dels 367 habitatges principals, 242 estaven ocupats pels seus propietaris, 119 estaven llogats i ocupats pels llogaters i 6 estaven cedits a títol gratuït; 1 tenia una cambra, 22 en tenien dues, 58 en tenien tres, 88 en tenien quatre i 198 en tenien cinc o més. 246 habitatges disposaven pel capbaix d'una plaça de pàrquing. A 142 habitatges hi havia un automòbil i a 186 n'hi havia dos o més.

### Piràmide de població
La piràmide de població per edats i sexe el 2009 era:
| Homes | Edats   | Dones |
| ----- | ------- | ----- |
| 0     | 95 o +  | 8     |
| 4     | 90 a 94 | 12    |
| 8     | 85 a 89 | 48    |
| 8     | 80 a 84 | 12    |
| 12    | 75 a 79 | 20    |
| 28    | 70 a 74 | 32    |
| 24    | 65 a 69 | 36    |
| 16    | 60 a 64 | 12    |
| 0     | 55 a 59 | 12    |
| 24    | 50 a 54 | 16    |
| 4     | 45 a 49 | 8     |
| 24    | 40 a 44 | 16    |
| 56    | 35 a 39 | 44    |
| 48    | 30 a 34 | 40    |
| 24    | 25 a 29 | 28    |
| 16    | 20 a 24 | 4     |
| 4     | 15 a 19 | 16    |
| 60    | 10 a 14 | 24    |
| 32    | 5 a 9   | 56    |
| 40    | 0 a 4   | 36    |

## Economia
El 2007 la població en edat de treballar era de 570 persones, 456 eren actives i 114 eren inactives. De les 456 persones actives 435 estaven ocupades (238 homes i 197 dones) i 21 estaven aturades (7 homes i 14 dones). De les 114 persones inactives 36 estaven jubilades, 44 estaven estudiant i 34 estaven classificades com a «altres inactius».

### Ingressos
El 2009 a Méral hi havia 371 unitats fiscals que integraven 1.020 persones, la mediana anual d'ingressos fiscals per persona era de 15.059 €.

### Activitats econòmiques
Dels 32 establiments que hi havia el 2007, 1 era d'una empresa alimentària, 3 d'empreses de fabricació d'altres productes industrials, 8 d'empreses de construcció, 5 d'empreses de comerç i reparació d'automòbils, 1 d'una empresa de transport, 2 d'empreses d'hostatgeria i restauració, 3 d'empreses financeres, 2 d'empreses de serveis, 3 d'entitats de l'administració pública i 4 d'empreses classificades com a «altres activitats de serveis».
Dels 11 establiments de servei als particulars que hi havia el 2009, 1 era una oficina bancària, 2 tallers de reparació d'automòbils i de material agrícola, 1 guixaire pintor, 2 fusteries, 1 lampisteria, 1 electricista, 1 perruqueria i 2 restaurants.
L'únic establiment comercial que hi havia el 2009 era una fleca.
L'any 2000 a Méral hi havia 75 explotacions agrícoles que ocupaven un total de 2.346 hectàrees.

## Equipaments sanitaris i escolars
El 2009 hi havia una escola elemental.

## Poblacions més properes
El següent diagrama mostra les poblacions més properes.